# Josef Mai
Josef Mai (3 de Março de 1887 - 18 de Janeiro de 1982) foi um piloto alemão durante a Primeira Guerra Mundial. Abateu 30 aeronaves inimigas, o que fez dele um ás da aviação.